# Capela dos Crânios (Czermna)
Capela dos Crânios (em polonês/polaco:  Kaplica Czaszek), cujo nome oficial é Igreja de São Bartolomeu, em Czermna, é uma capela localizada em uma das vilas mais antigas do Condado de Kłodzko, perto de Kudowa-Zdrój, parte do chamado Canto Checo da Baixa Silésia, Polônia.

## História
A capela foi construída em 1776 pelo padre paroquial local checo Wacław Tomaszek e é uma vala comum para das vítimas da Guerra dos Trinta Anos (1618–1648), três Guerras Silesianas (1740–1763) e também dos mortos nas epidemias de cólera, peste, sífilis e de fome na região.
Juntamente com J. Schmidt e o coveiro J. Langer, o padre Tomaszek, inspirado pelo cemitério capuchinho em Santa Maria della Concezione dei Cappuccini durante sua peregrinação a Roma, passou a colecionar os ossos dos mortos, limpando-os e colocando-os na capela nos dezoito anos que serviu no local (1776–1794). As paredes da pequena capela barroca estão hoje tomadas por mais de três mil crânios, além de ossos de outras 21 000 pessoas enterradas no porão. As caveiras dos fundadores da capela, incluindo a do padre Tomaszek, foram depositadas no centro do edifício e no altar-mor em 1804. No interior, um crucifixo e duas esculturas de anjos, um com uma inscrição em latim ("Levante-se dos mortos!"), estão entre os ossos. 
Durante a Segunda Guerra Mundial, a Capela dos Crânios sofreu negligência como resultado da ocupação alemã da Polônia. No entanto, após o fim da guerra em 1945, um grupo de voluntários se dedicou a restaurar a capela à sua antiga glória. Seus esforços valeram a pena e a Capela dos Crânios foi logo restaurada com sucesso.
Esta capela é o único monumento deste tipo na Polônia e um dos seis na Europa. 

## Galeria

Imagens da igreja
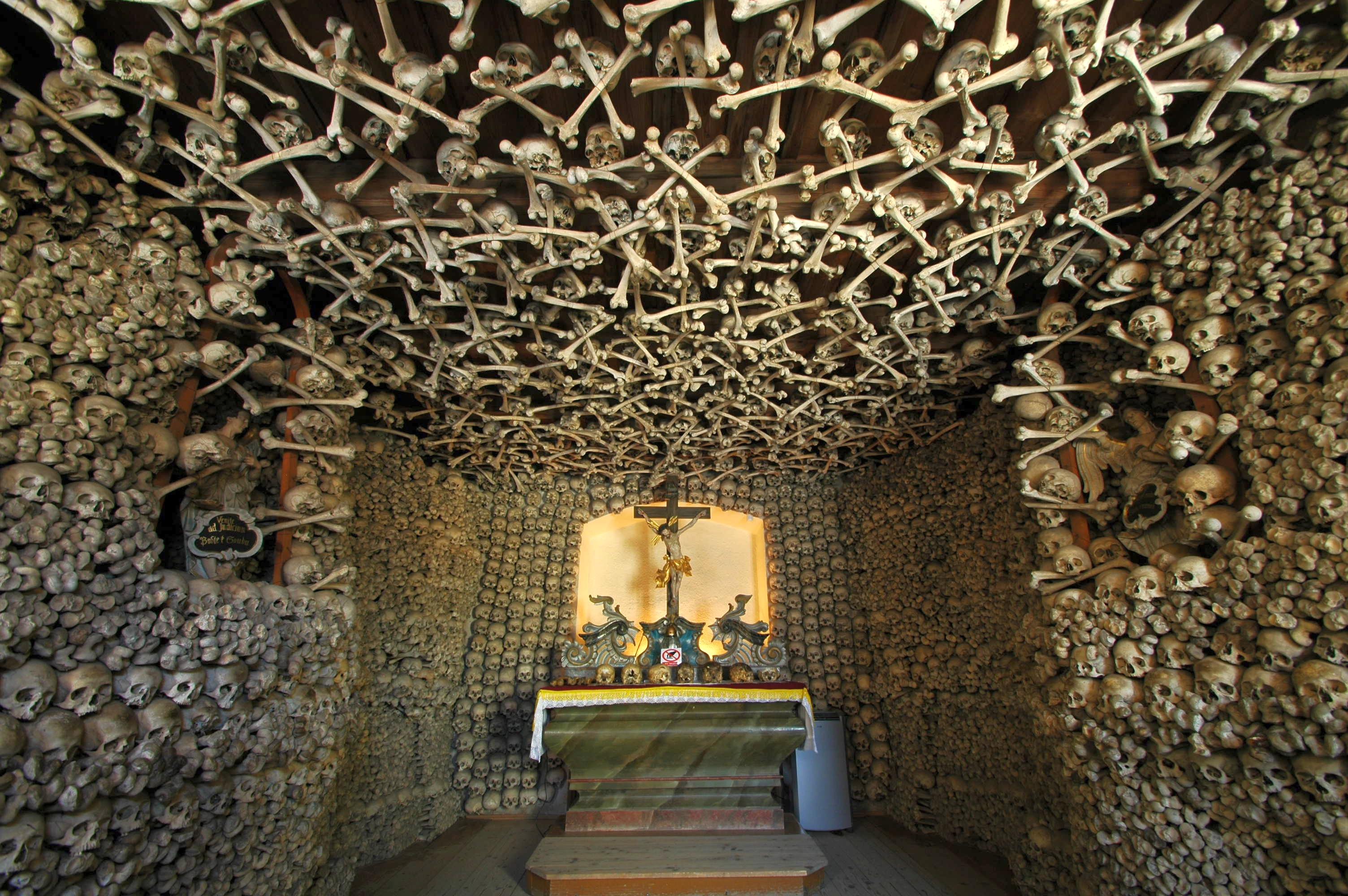
Vista do interior.
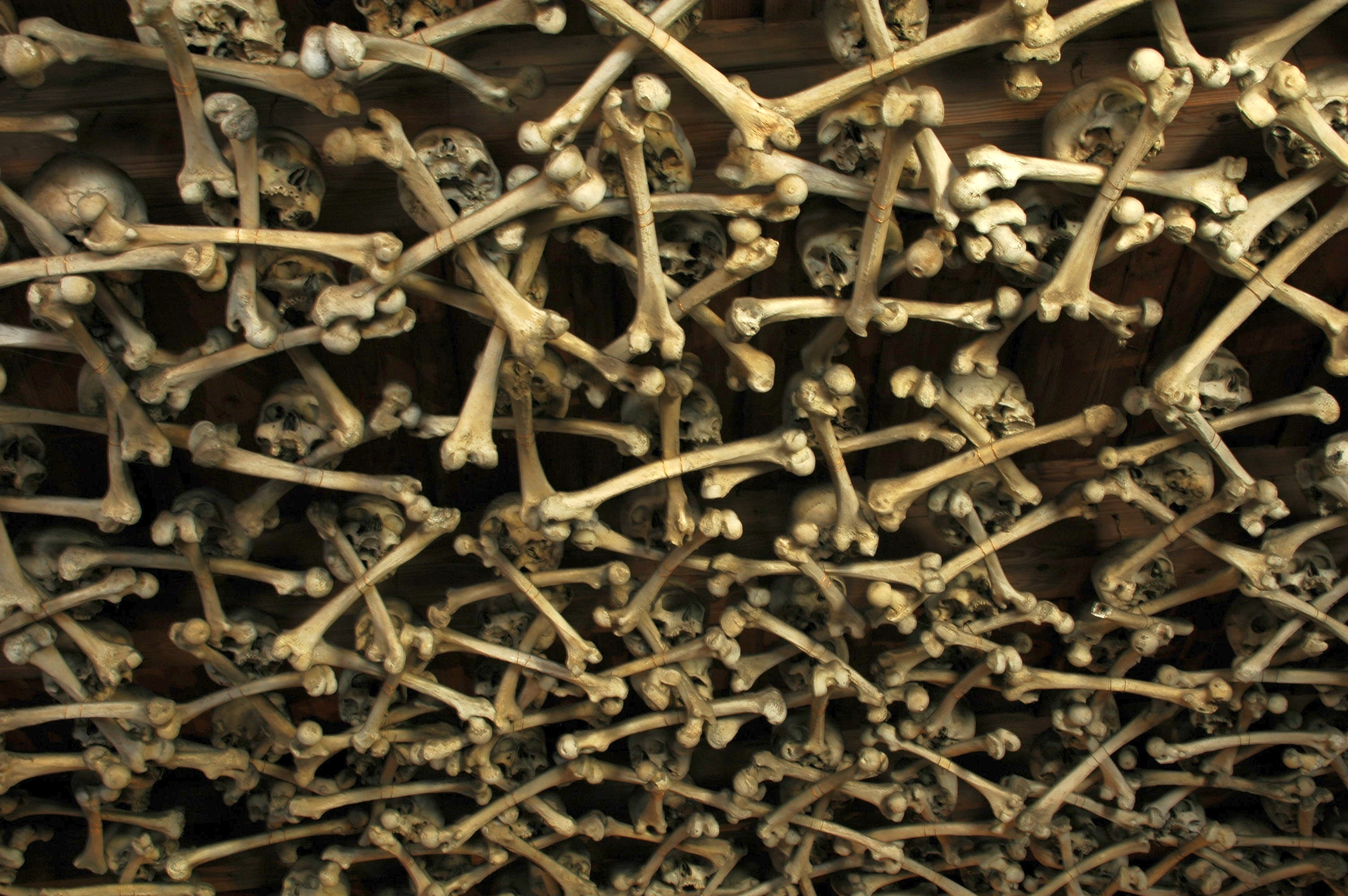
Detalhe do teto.
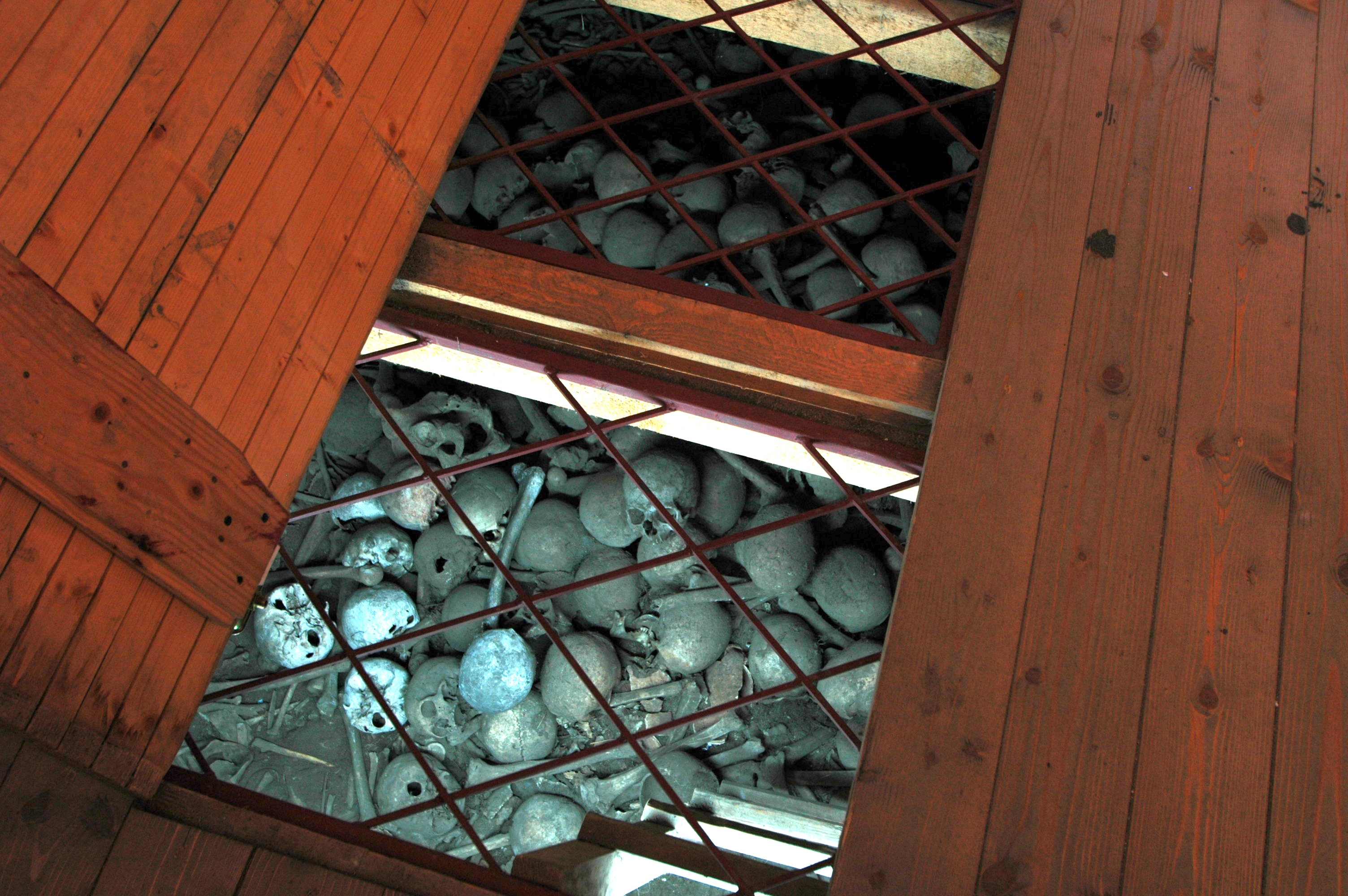
O porão, repleto de ossos.
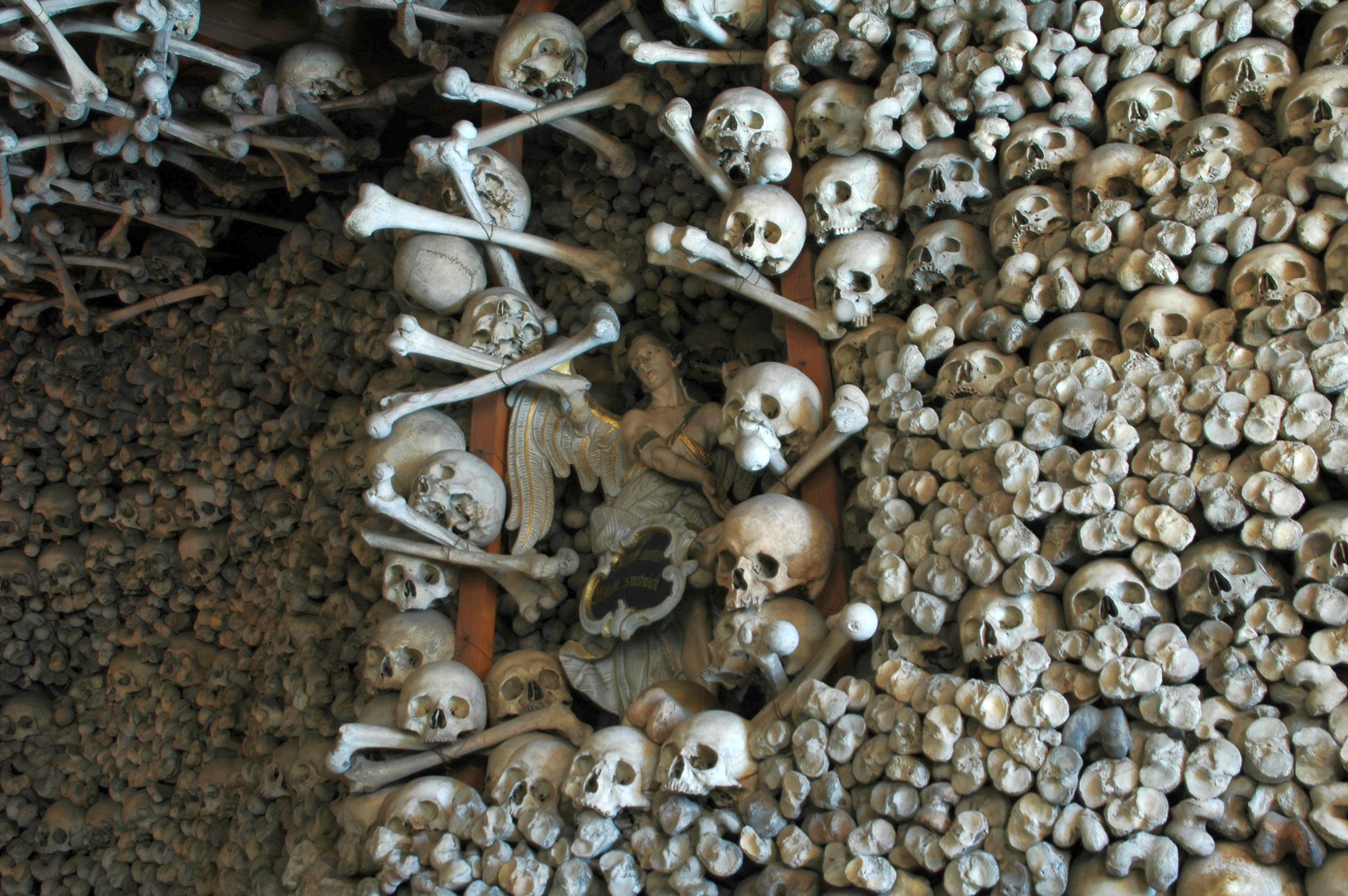
Detalhe da parede.
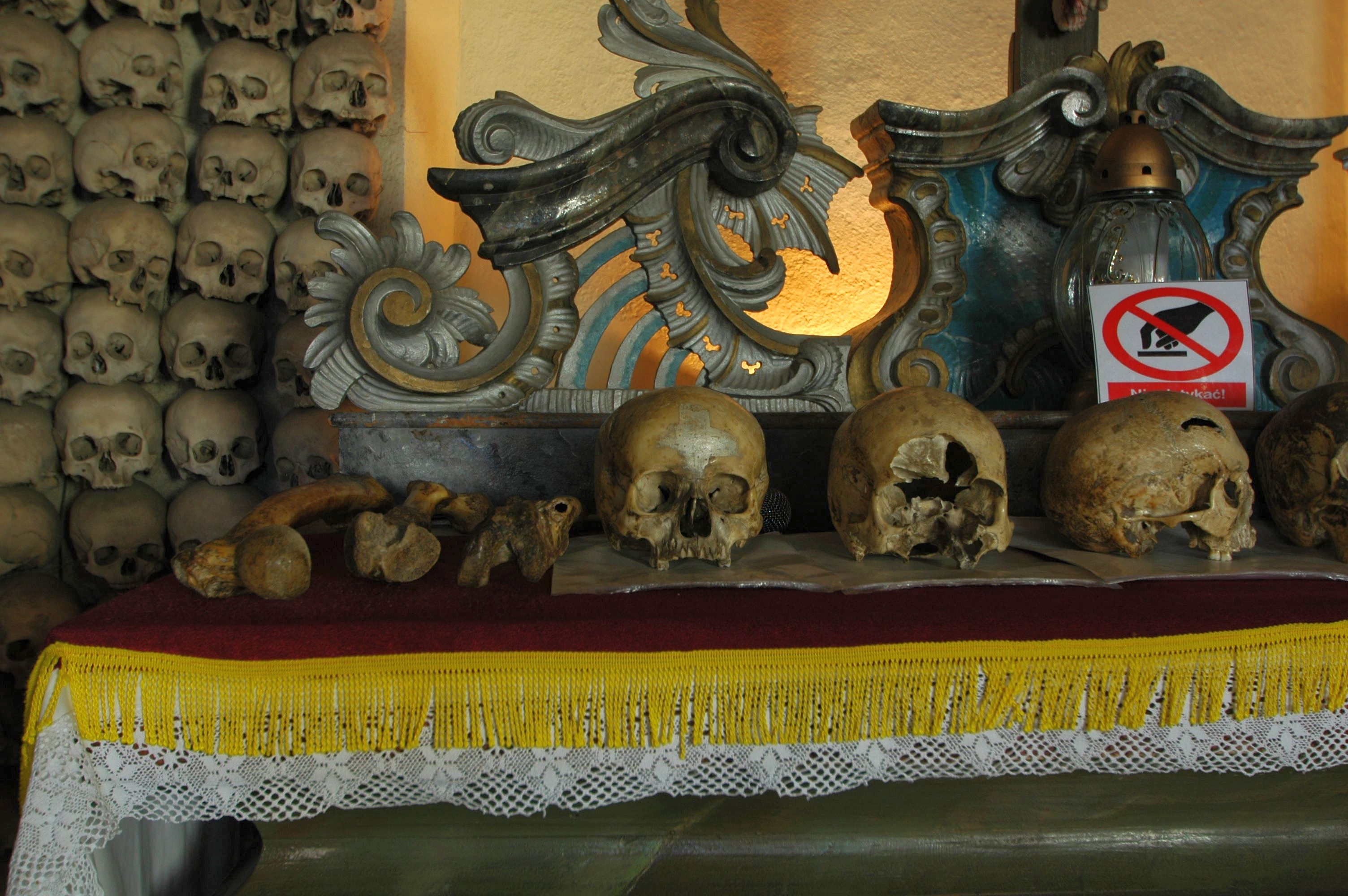
Crânios dos fundadores no altar-mor.